# Dumalag, Capiz
Dumalag is a 4th class municipality in the tỉnh Capiz, Philippines. Theo điều tra dân số năm 2000 của Philipin, đô thị này có dân số 25.920 người trong 5.375 hộ.

## Các đơn vị hành chính
Dumalag được chia thành 19 barangay.
| - Concepcion - Consolacion - Dolores - Duran - San Agustin - San Jose - San Martin - San Miguel - San Rafael - San Roque | - Santa Carmen - Santa Cruz - Santa Monica - Santa Rita - Santa Teresa - Santo Angel - Santo Niño - Santo Rosario - Poblacion |